# 斯坦菲爾德山 (加利福尼亞州)
斯坦菲爾德山（英語：Stanfield Hill）是位於美國加利福尼亞州尤巴縣的一個非建制地區。該地的面積和人口皆未知。

## 地理
斯坦菲爾德山的座標為39°20′33″N 121°19′59″W / 39.34250°N 121.33306°W，而該地的平均海拔高度為374米（即1227英尺）。